# Frédéric V (roi de Danemark)
Pour les articles homonymes, voir Frédéric, prince de Danemark.
Frédéric V (en danois et norvégien : Frederik V), né le 31 mars 1723 au château de Copenhague et mort le 14 janvier 1766 au palais de Christiansborg, est un roi de Danemark et de Norvège. Membre de la maison d'Oldenbourg, il règne sur le royaume de Danemark et le royaume de Norvège du 6 août 1746 à sa mort. Il est le cinquième roi de Danemark de la période dite de la monarchie absolue.
Le règne de Frédéric V marque une sorte d'âge d'or. En dépit de ses faiblesses personnelles, le roi a la sagesse de s'entourer de ministres compétents, inspirés par la philosophie des Lumières. Sous leur direction, son règne pacifique devient une période de prospérité et d'innovations, tant économiques que sociales et artistiques.

## Famille
Il est l'unique fils et l'aîné des deux enfants survivants de Christian VI et de Sophie-Madeleine de Brandebourg-Culmbach. Sa sœur Louise (1726 – 1756) est la première des trois épouses du duc Ernest-Frédéric III de Saxe-Hildburghausen (1727 - 1780).

### Mariage et descendance
Il épouse en 1743 Louise de Grande-Bretagne (1724 – 1751), cinquième fille et dernier enfant de George II et de Caroline d'Ansbach. De cette union naissent :
- Christian (1745-1747) ;
- Sophie-Madeleine de Danemark (1746 – 1813), épouse en 1766 le roi de Suède Gustave III (1746 – 1792) ;
- Wilhelmine-Caroline de Danemark (1747 – 1820), épouse en 1764 l'électeur Guillaume IX de Hesse (1743 – 1821) ;
- Christian VII, roi de Danemark (1749 – 1808), épouse en 1766 Caroline-Mathilde de Hanovre, fille posthume de Frédéric de Galles et sœur de George III : parents de Frédéric VI ;
- Louise de Danemark (1750 – 1831), épouse en 1766 le landgrave Charles de Hesse-Cassel (1744 – 1836), fils de Frédéric II de Hesse-Cassel.
  - La benjamine de leurs six enfants, Louise-Caroline, épouse en 1810 Frédéric-Guillaume de Schleswig-Holstein-Sonderbourg-Glücksbourg, chef d'une branche cadette des rois de Danemark de la Maison d'Oldenbourg issue de Christian III : 
    - d'où dix enfants, dont leur fils puîné Christian IX, roi de Danemark en 1863-1906, père lui-même de Frédéric VIII (d'où Christian X de Danemark et Haakon VII de Norvège) et de Georges Ier de Grèce.

Veuf, il se remarie en 1752 avec Juliane-Marie de Brunswick (1729 – 1796), fille du duc Ferdinand-Albert II de Brunswick-Wolfenbüttel et d'Antoinette de Brunswick-Wolfenbüttel, belle-sœur du roi de Prusse Frédéric II et cousine germaine de l'impératrice Marie-Thérèse.
Cinq enfants sont nés de cette union :
- Frédéric, prince héréditaire de Danemark (1753 – 1805), épouse en 1774 Sophie-Frédérique de Mecklembourg-Schwerin (1758 – 1794), fille de Louis de Mecklembourg-Schwerin, 
  - d'où cinq enfants, dont Christian VIII de Danemark (père de Frédéric VII) ; et Louise-Charlotte, épouse du landgrave Guillaume de Hesse-Cassel-Rumpenheim (fils de Frédéric et neveu du landgrave Charles ci-dessus) : 
    - Parmi les six enfants de Louise-Charlotte et du landgrave Guillaume, leur fille Louise épouse son cousin Christian IX ci-dessus ; et leur fils Frédéric de Hesse-Cassel continue la lignée des landgraves de Hesse-Cassel-Rumpenheim, aussi landgraves de Hesse (-Cassel) en 1875 et grands-ducs de Hesse (-Darmstadt) et du Rhin en 1968.

### Enfants illégitimes
On lui connaît plusieurs enfants illégitimes :
- Frédéric, prince de Danemark (1743 – 1805) ;
- Ulrich (1751 – 1752) ;
- Friederika Margareta (1748 – 1822), épouse de Johann Friedrich Von Lutzaie ;
- Anna Maria (1749 – 1812), épouse de Peter Fehrmann, puis de Peter Van Meulangracht ;
- Sophie Charlotte (1750 – 1779), épouse d'Henri Origny.

## Biographie

### Premières années

#### Naissance et famille

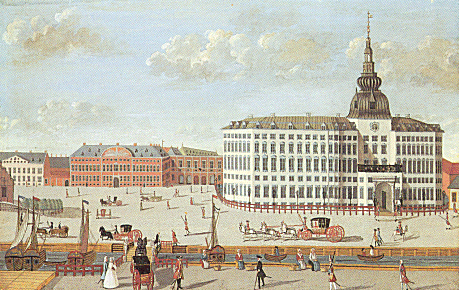
Lieu de naissance du prince Frédéric, le château de Copenhague, juste avant sa démolition en 1731.

Le prince Frédéric de Danemark et de Norvège est le premier enfant du prince héritier Christian et de son épouse la princesse Sophie-Madeleine de Brandebourg-Culmbach. Il voit le jour entre 10 et 11 heures du soir le 31 mars 1723 au l'ancien château de Copenhague, situé sur l'île de Slotsholmen au centre de Copenhague,. Il est d'ailleurs le dernier prince danois à naître dans ce château surchargé et vétuste, datant de la fin du XIVe siècle, et dont les murs ont commencé à céder et à se fissurer. La démolition du château de Copenhague commence alors en 1731 pour faire place à une résidence royale plus contemporaine, le premier palais de Christiansborg en style baroque, d'où régnera Frédéric en son temps. Portant le nom de son grand-père, le roi Frédéric IV, le prince nouveau-né est baptisé le lendemain dans la chambre de la princesse héritière par l'aumônier du roi Christen Lemvig.
En tant que seul fils du prince héritier, il est destiné dès sa naissance à régner. Une sœur cadette meurt en bas âge en 1724, sa seule sœur survivante, la princesse Louise, naît en 1726. Sept ans après sa naissance, le 12 mai 1730, son grand-père le roi Frédéric IV meurt et le père de Frédéric monte sur le trône et devient le roi Christian VI, Frédéric lui-même devenant prince héritier.

#### Éducation et formation du prince héritier

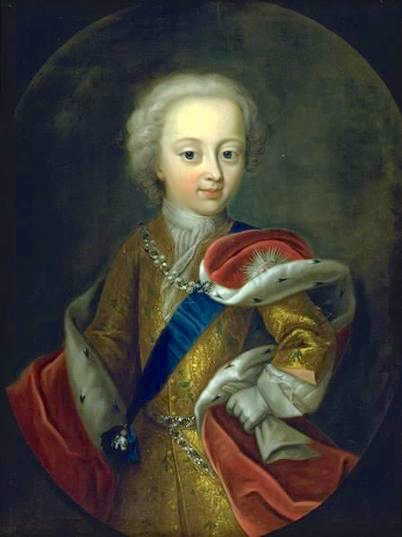
Le prince Frédéric enfant portant l'Ordre de l'Éléphant.

Le roi Christian VI et la reine Sophie-Madeleine sont profondément dévoués au piétisme, un important mouvement religieux protestant, qui insiste sur la nécessité d'une piété personnelle et sur le sentiment religieux individuel qu'ils jugent préférables à la connaissance de la stricte orthodoxie doctrinale. Frédéric reçoit par conséquent une éducation strictement religieuse. Déjà à l'âge de sept ans, il obtient sa propre cour, dirigée par le noble allemand Georg Wilhelm von Söhlenthal. Söhlenthal est un ardent partisan des Frères moraves et sa maison est le centre du piétisme à Copenhague. Il partage sa profonde piété religieuse avec Christian VI, et pendant un certain temps, il est le conseiller du roi sur les questions ecclésiastiques. Cependant, Söhlenthal ne réussit pas à influencer le développement spirituel du prince héritier dans le sens souhaité, car il était un personnage trop doux et faible, et en 1738, il est démis de ses fonctions de hofmeister.

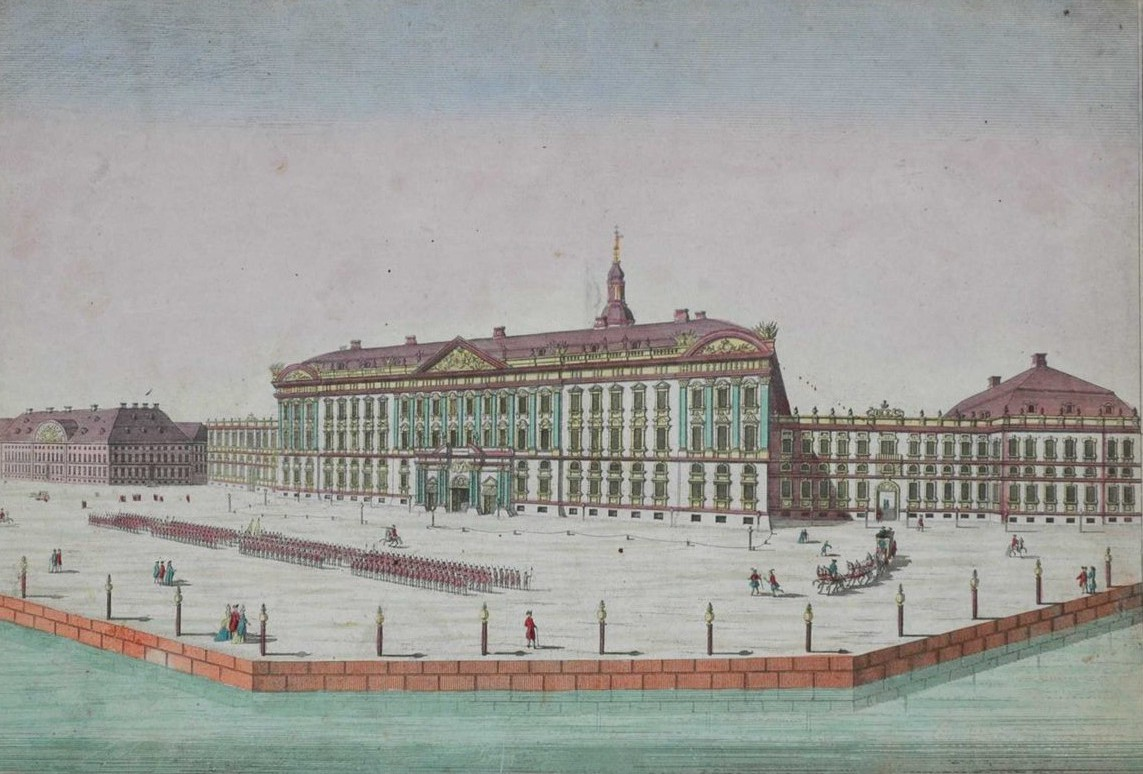
Le palais de Christiansborg, la nouvelle résidence royale achevé en 1740.

L'enseignement du prince héritier est plutôt déficient. La supervision générale de l'éducation du prince héritier est placée entre les mains du conseiller secret Iver Rosenkrantz, un noble danois finement instruit qui jouissait de la confiance de Christian VI et dirigeait également les chancelleries allemande et danoise depuis l'accession du roi au trône. Cependant, il n'a aucune influence sur l'enseignement proprement dit. Rosenkrantz est un partisan de l'orthodoxie luthérienne traditionnelle, tandis que Christian VI devient de plus en plus un partisan du piétisme et perd confiance en Rosenkrantz. L'enseignement du prince héritier est donc entièrement mis en œuvre dans l'esprit piétiste allemand qui prévaut à la cour. Comme ses ancêtres à la cour royale alors principalement germanophone de Copenhague, il ne maîtrise que mal la langue danoise et parle mieux l'allemand que le danois toute sa vie. Néanmoins, sa mère l'appelle ironiquement "Der Dänische Prinz" ("le prince danois" en allemand) parce qu'il parle occasionnellement le danois. Le jeune prince a un certain intérêt pour la numismatique, mais à part cela, il montre peu d'intérêt culturel ou intellectuel.

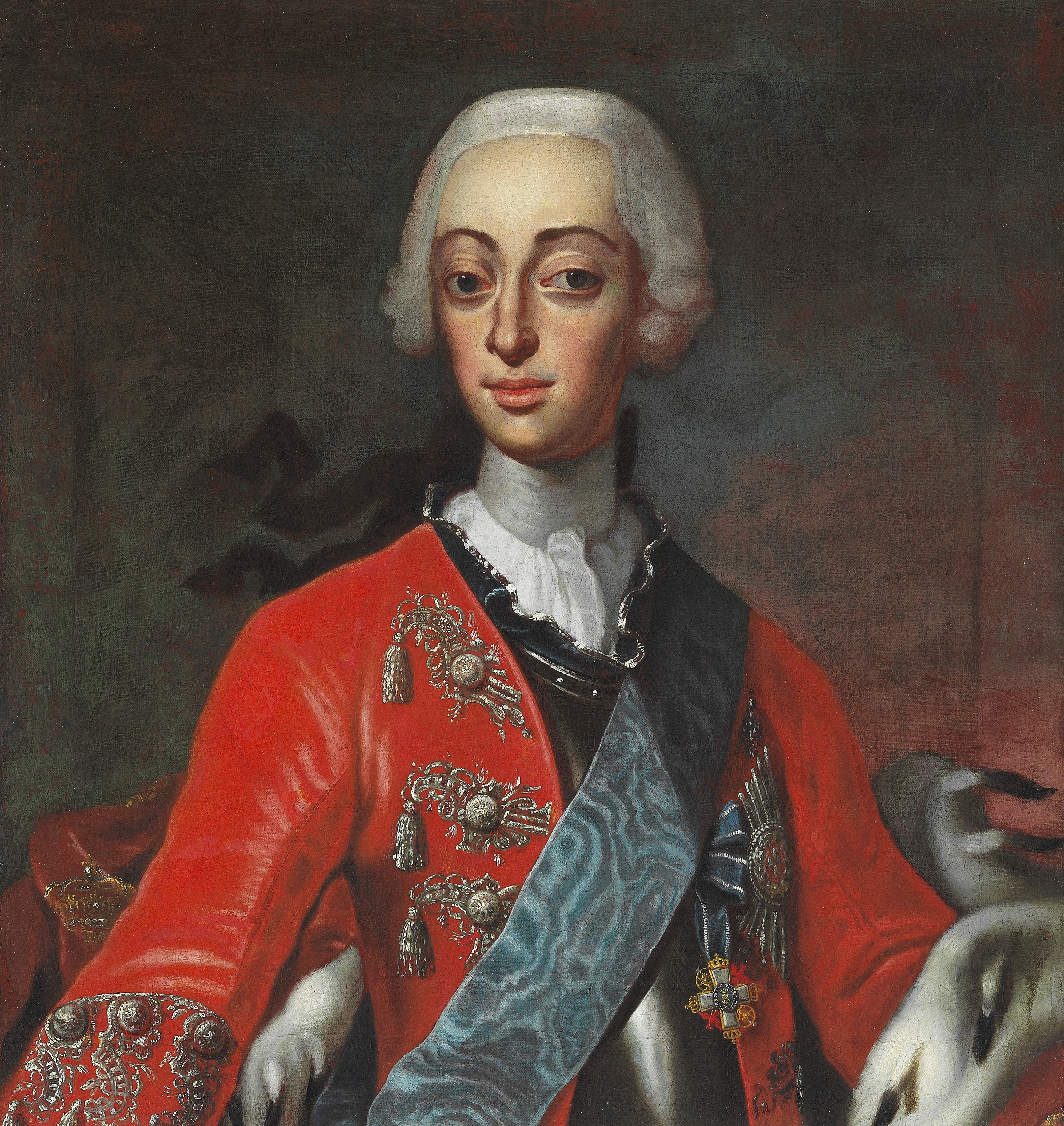
Le prince Frédéric adolescent portant l’ordre de l'Union parfaite. Portrait par Andreas Møller, vers 1740.

Le prince Frédéric montre déjà enfant qu'il a un caractère complètement différent de celui de ses parents.
Il est de nature douce et gentille, de bonne humeur et accessible à tous, et souhaite voir ses sujets heureux. Contrairement à ses parents timides, que l'on voit rarement en dehors des palais, il aime passer du temps en public et s'entend bien avec des gens de tous horizons. Malgré son éducation dans un foyer strictement piétiste, il n'est pas lui-même saisi du mouvement pieux. Bien que connaissant certainement les sentiments religieux, Frédéric grandit en hédoniste qui sait apprécier les plaisirs de la vie tels que la chasse, le vin et les femmes. Glissant peu à peu dans la débauche, Frédéric commence à mener un style de vie libertin marqué par l'alcoolisme et le satyrisme. Entouré de flatteurs, le prince et ses compagnons fréquentent les tavernes et bordels de la ville à tel point que le pieux roi envisage pour un moment le faire mettre sous tutelle. Cependant, les conseillers sages du roi s'y opposent, car ce sera une violation de la Lex Regia (en français : « la Loi royale ») de 1665, la constitution absolutiste du Danemark et de la Norvège. En plus, la monarchie sera gravement compromise en admettant que le futur roi est inapte à régner.

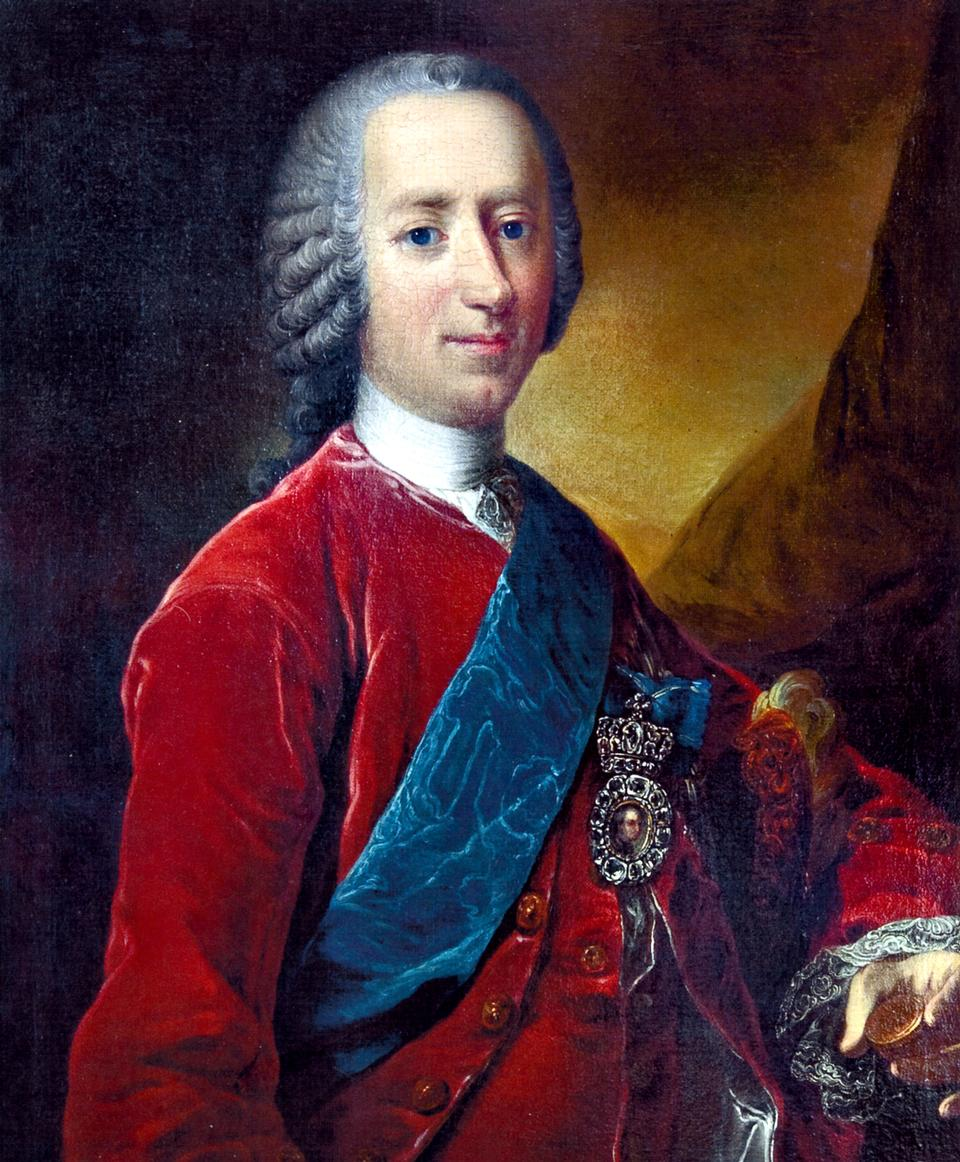
Adam Gottlob Moltke, futur favori du roi. Portrait par Carl Gustaf Pilo (1760).

Il sera de la plus haute importance pour l'avenir du prince héritier et de ses royaumes qu'il obtienne comme page de chambre déjà en 1730 Adam Gottlob Moltke, un jeune noble de dix-neuf ans du Mecklembourg qui avait onze ans de plus que le prince. Moltke avait été page chez son père avant de devenir roi, et le roi et la reine s'appuient sur les capacités de Moltke pour apprendre au nouveau prince héritier à se contrôler, et en 1743 il est promu chef de sa cour. Cependant, Moltke, ne fait rien pour contrôler ni l'appétit sexuel de Frédéric ni sa consommation d'alcool, mais en retour une relation de confiance à vie s'établit entre les deux hommes, qui devient cruciale après l'ascension de Frédéric au trône.
En 1740, il est confirmé et obtient comme héritier du trône dès lors un siège au Conseil d'État secret, son enseignement se poursuivant jusqu'à sa 21e année. Alors que la Suède se trouve confrontée à une crise de succession en 1743 à la suite du décès de la reine Ulrique-Éléonore de Suède), et qu'il est évident qu'aucun héritier légitime n'est à attendre, le prince héritier Frédéric a de grandes chances d'être élu héritier du trône en Suède. La paysannerie élit unilatéralement le prince héritier Frédéric, et en Dalécarlie, les paysans déclenchent même une rébellion, la rébellion dalécarlienne ou stora daldansen (en français : la grande danse dalécarlienne) pour imposer son élection. Cependant, à la suite du traité d'Åbo en 1743, qui met fin à la guerre russo-suédoise de 1741-1743, Adolphe-Frédéric de Holstein-Gottorp est nommé héritier du trône à la place du prince héritier Frédéric, sous la pression de l'impératrice russe Élisabeth Ire.

#### Premier mariage

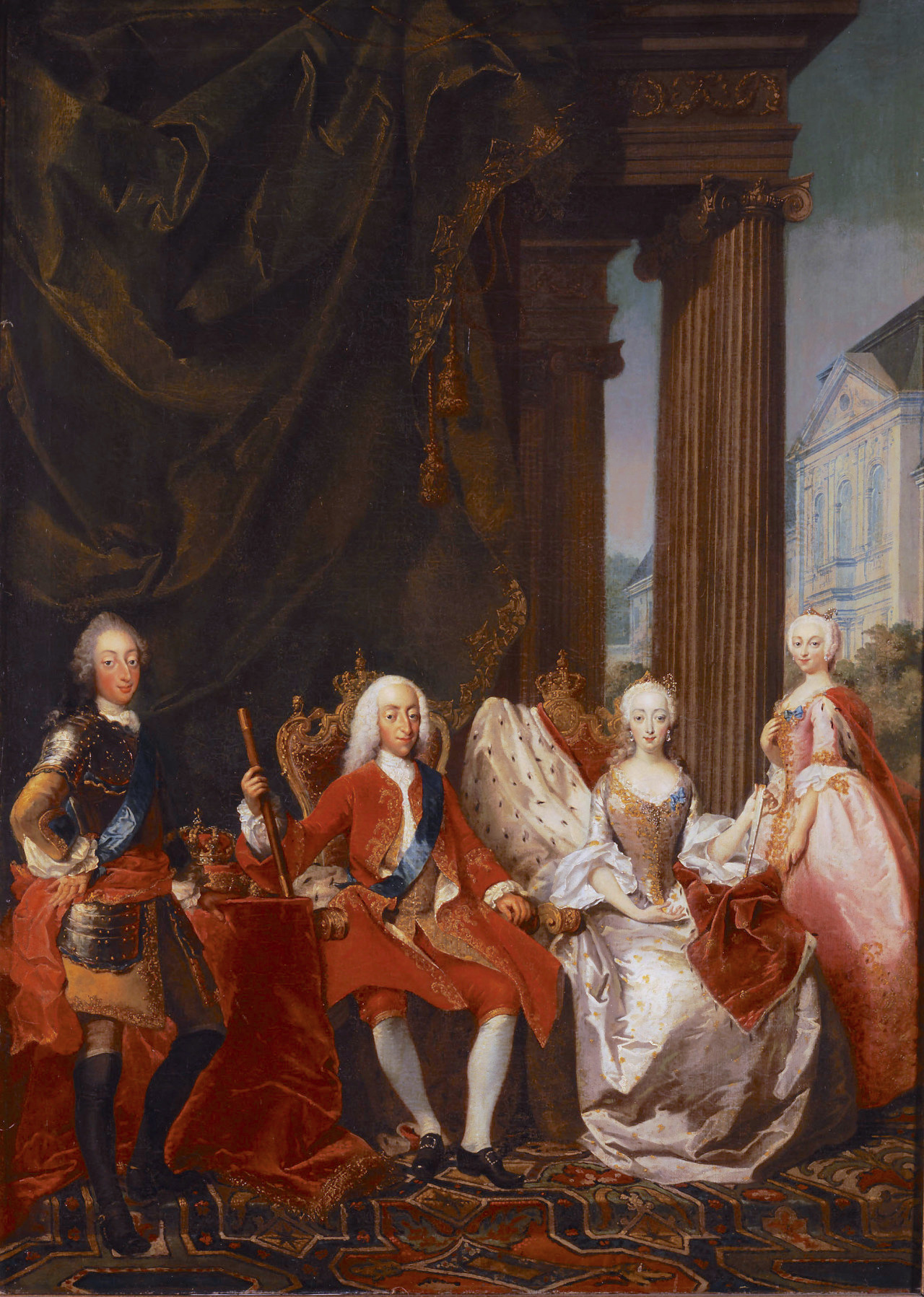
Le roi Christian VI avec sa famille, la reine Sophie-Madeleine, le prince héritier Frédéric et la princesse héritière Louise. Le château de Hirschholm est visible en arrière-plan. Peinture par Marcus Tuscher, vers 1744.

Dans l'espoir que le fait de se marier tôt atténuera les excès du prince héritier, les plans de son mariage sont précipités. En 1743, un accord d'un mariage dynastique entre le prince Frédéric et la princesse Louise de Grande-Bretagne, plus jeune fille du roi George II de Grande-Bretagne et de Caroline d'Ansbach, est conclu. Le mariage est proposé par la Grande-Bretagne. À cette époque, une compétition a lieu entre la France et la Grande-Bretagne pour nouer une alliance avec le Danemark-Norvège. En Grande-Bretagne, protestante, ayant l'avantage de pouvoir conclure une alliance par mariage avec les royaumes jumeaux également protestants de l'autre côté de la mer du Nord, l'idée est née entre les ministres britanniques d'organiser un mariage entre la princesse Louise avec le prince héritier Frédéric. Le gouvernement danois pour sa part y était favorable, alors que le père de Frédéric, le roi Christian VI, initialement était réticent à l'idée. Mais lorsqu'il voit la possibilité que le mariage conduise à un soutien britannique aux plans visant à faire du prince héritier Frédéric l'héritier du trône suédois, il a changé d'avis. Après avoir vu un portrait de la princesse et après avoir été informé de sa gentillesse, le prince héritier lui-même s'est lui aussi déclaré prêt à épouser la princesse britannique.

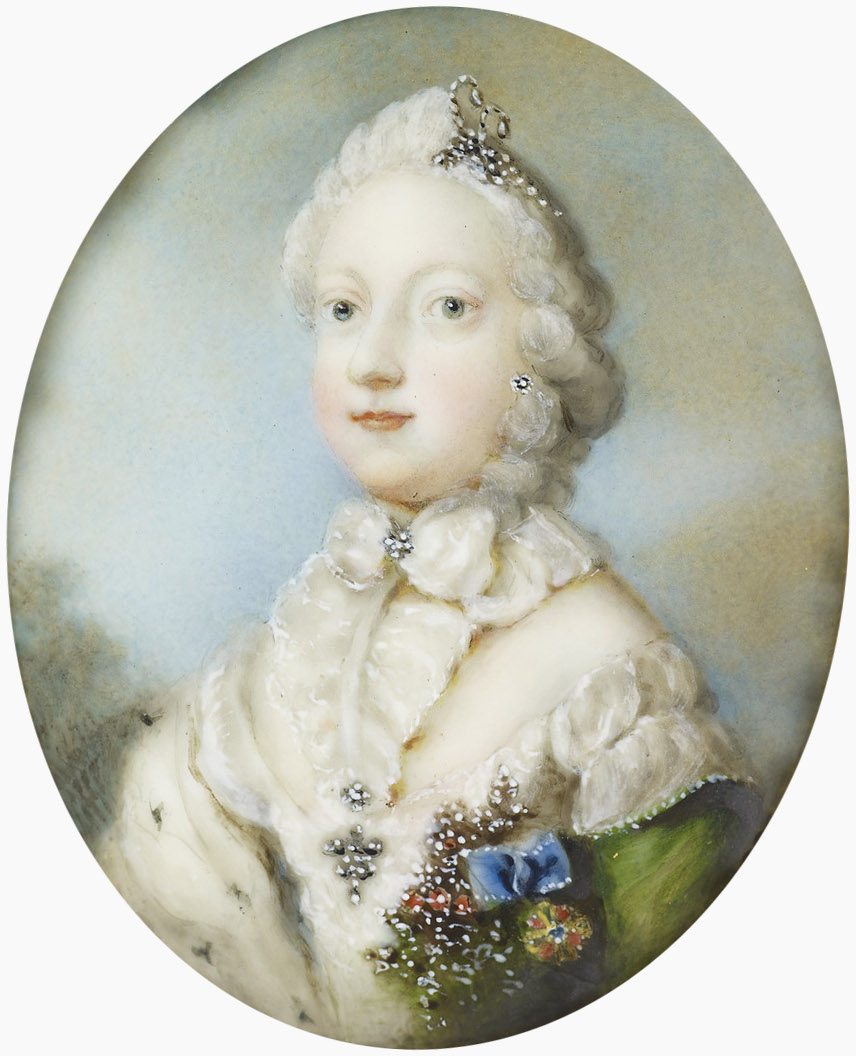
Louise comme princesse héritière. Portrait émaillé par William Essex, 1846.

Ainsi, au cours de l'année 1743, commencent les négociations de mariage, qui se concluent avec succès au bout de quelques mois le 14 septembre. Le 10 novembre de cette année le mariage est célébré par procuration à Hanovre, le frère de Louise, le duc de Cumberland, représentant le marié,. Après cela, Louise et Frédéric se rencontrent dans la ville frontière d'Altona dans le duché de Holstein, alors partie de la monarchie danoise, où Frédéric rencontre son épouse pour la première fois une semaine après leur mariage. Louise et Frédéric se rendent ensuite ensemble à Copenhague, où elle fait son entrée officielle dans la capitale danoise le 11 décembre sous les acclamations de la population. Déjà le même jour, une deuxième cérémonie de mariage avec le marié présent est célébrée dans la chapelle du palais de Christiansborg, nouvellement achevé.

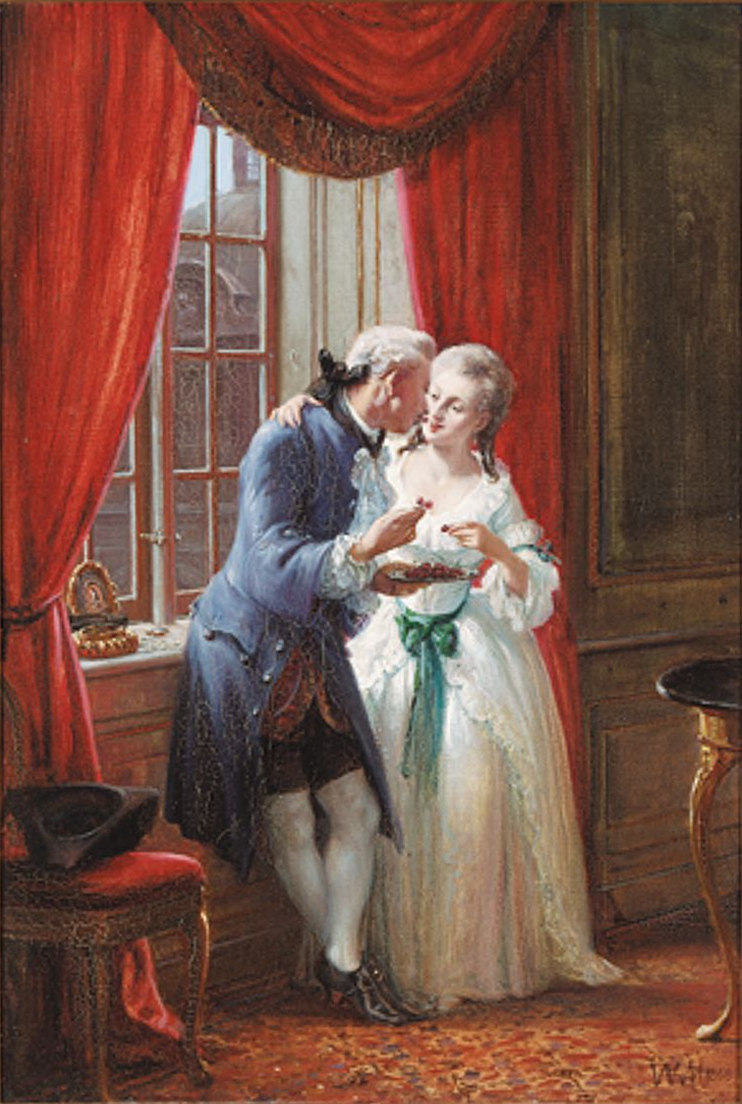
Le prince héritier et la princesse héritière partageant des cerises dans leur appartement au palais de Charlottenborg. Peinture historique par Wilhelm Marstrand, 1868.

Louise devient rapidement populaire tant à la cour que parmi le peuple. Gracieuse et aimable, elle aime apprendre et parler le danois et, comme son mari, aime socialiser avec la population en général. Sa popularité auprès de la cour et du peuple favorise également la réputation de Frédéric. Bien que le mariage ait été arrangé, le couple s'entend bien, du moins pendant leurs premières années de mariage. Ils ont cinq enfants, dont seul le fils aîné, le prince héritier Christian, est décédé pendant l'enfance. Cependant, elle ne réussit que partiellement à apprivoiser son comportement frivole et il parvient même pas dans la première période de son mariage à se tenir à l'écart des orgies habituelles. Bien que Frédéric ait une grande estime pour elle et la traite toujours avec respect, il ne serait pas amoureux d'elle, et il continue d'avoir des affaires après leur mariage. Au cours des années 1746-1751, le roi avait une maîtresse préférée nommée Madame Hansen avec qui il a également cinq enfants. Néanmoins, Frédéric se montre agréable à l'égard de son épouse, et Louise feint de ne pas remarquer ses frasques.

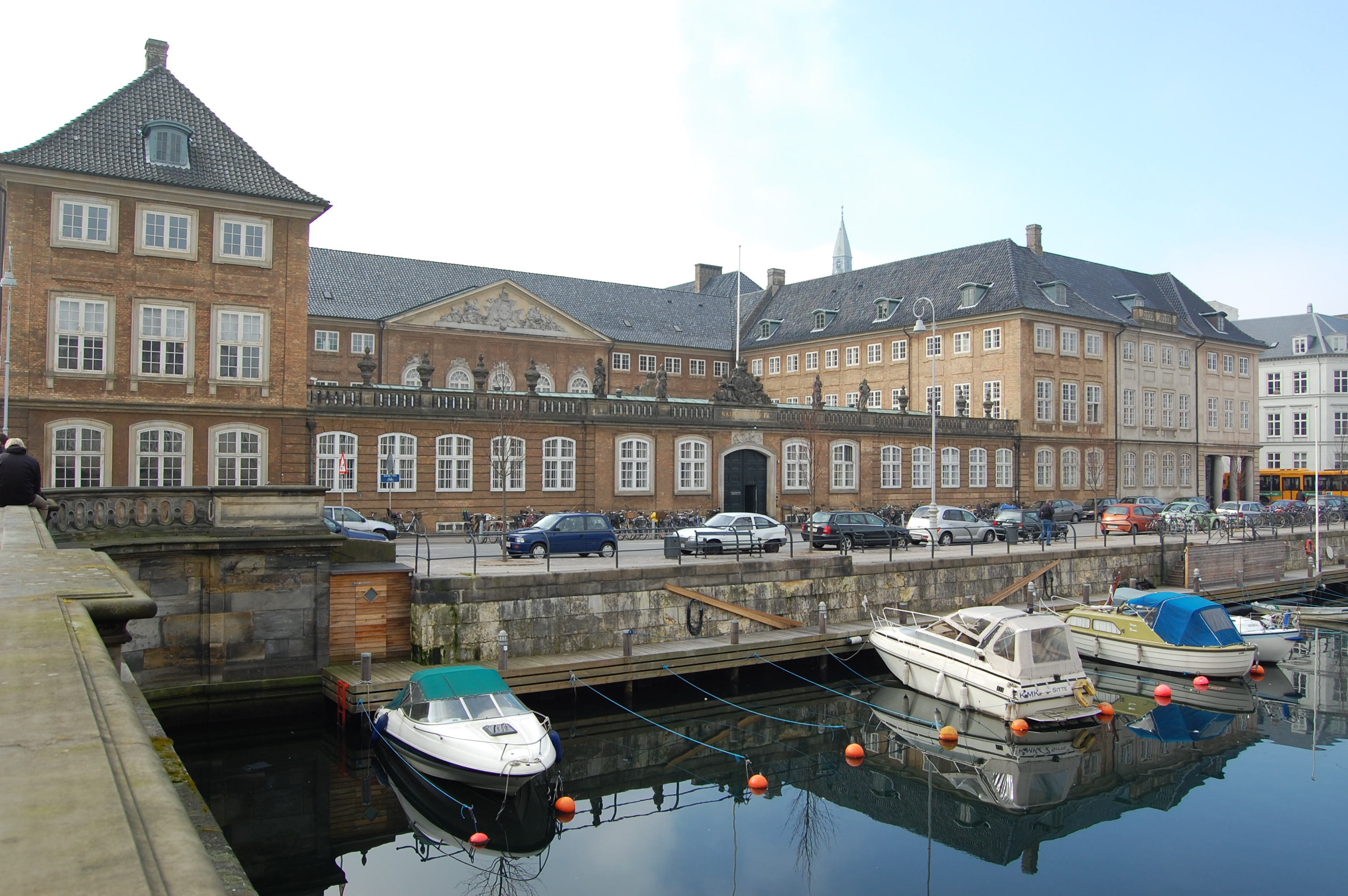
Le palais du Prince vu de l'autre côté du canal de Frederiksholm (2007).

Après le mariage, les jeunes mariés s'installent initialement au palais de Charlottenborg, une résidence de style baroque de la famille royale danoise, située sur la plus grande place de Copenhague, Kongens Nytorv. Charlottenborg devient rapidement le cadre d'une cour vivante et sociable qui diffère beaucoup de l'étiquette rigide et pesante qui prévaut à la cour du roi au palais de Christiansborg. Ils y restent jusqu'à ce qu'en 1745, ils puissent emménager dans le palais du Prince, un palais urbain remodelé pour l'héritier du trône par l'architecte danois et maître de la construction royale Nicolai Eigtved dans le style rococo, qui est situé près du canal de Frederiksholm, juste en face du palais de Christiansborg.

### Règne

#### Accession au trône

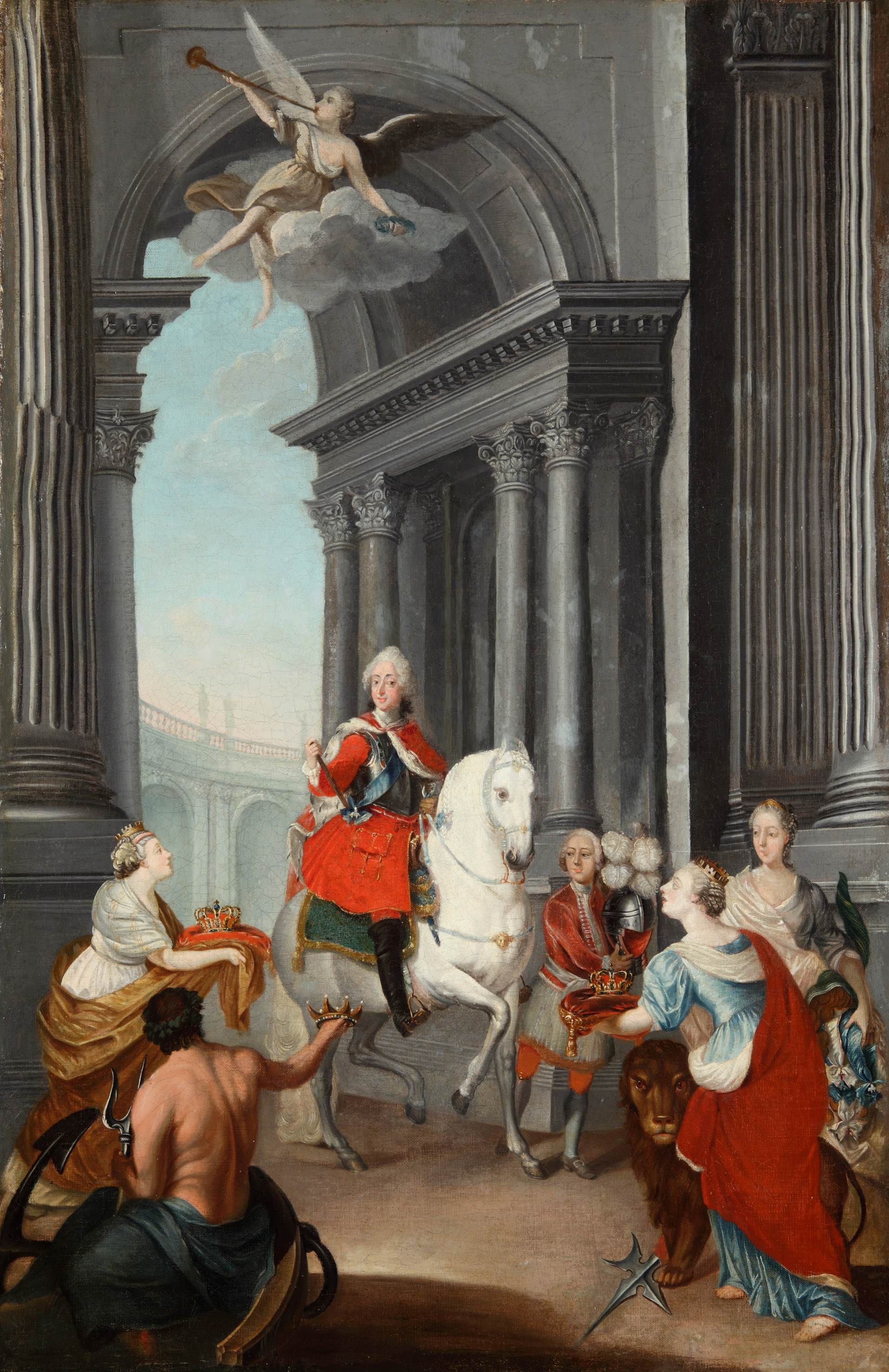
Le Danemark et la Norvège rendant hommage au roi Frédéric V. Copie d'un tableau perdu par Marcus Tuscher, 1747.

Le 6 août 1746, à la veille de ses noces d'argent, le roi Christian VI meurt à l'âge de 46 ans à sa résidence d'été, le château de Hirschholm au nord de Copenhague. À la mort de son père, Frédéric hérite du trône dano-norvégien et devient le cinquième monarque absolu des royaumes à l'âge de 23 ans seulement. Le nouveau roi et la nouvelle reine s'installent ensuite dans le grand palais de Christiansborg. Le sacre du nouveau roi et de la reine Louise a lieu le 4 septembre de l'année suivante à la chapelle du château de Frederiksborg, lieu traditionnel de sacre des monarques danois pendant la monarchie absolue, à la ville de Hillerød sur l'île de Seeland non loin de Copenhague.

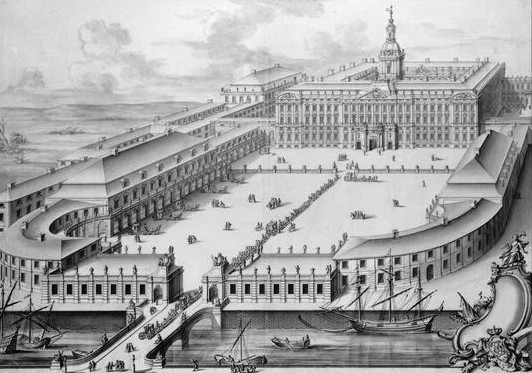
Le palais de Christiansborg vers 1750.

L'accession au trône de Frédéric V entraîne un changement majeur dans la vie à la cour danoise, qui prend désormais un ton plus léger et devient beaucoup plus festive qu'elle ne l'était sous ses parents pieux. Tout aussi isolé du peuple que les parents s'étaient maintenus, tout aussi fortement Fréderic V semble avoir voulu rencontrer ses sujets face à face, et le roi et la reine aiment socialiser avec les citoyens de Copenhague et rendre visite aux paysans dans leurs fermes. Comme un signe de cela, les lourdes chaînes de fer qui entouraient auparavant Christiansborg pour tenir les sujets à distance disparaissent, la vie de la cour retrouve son lustre et les salles et salons du palais sont à nouveau remplis de bals et de sociabilité. De plus, aussi les roturiers sont désormais invités aux événements de la cour, entre autres l'écrivain dano-norvégien Ludvig Holberg, qui a décrit de manière vivante à quel point il se sentait à l'aise à la cour de Frédéric V.

#### Gouvernement

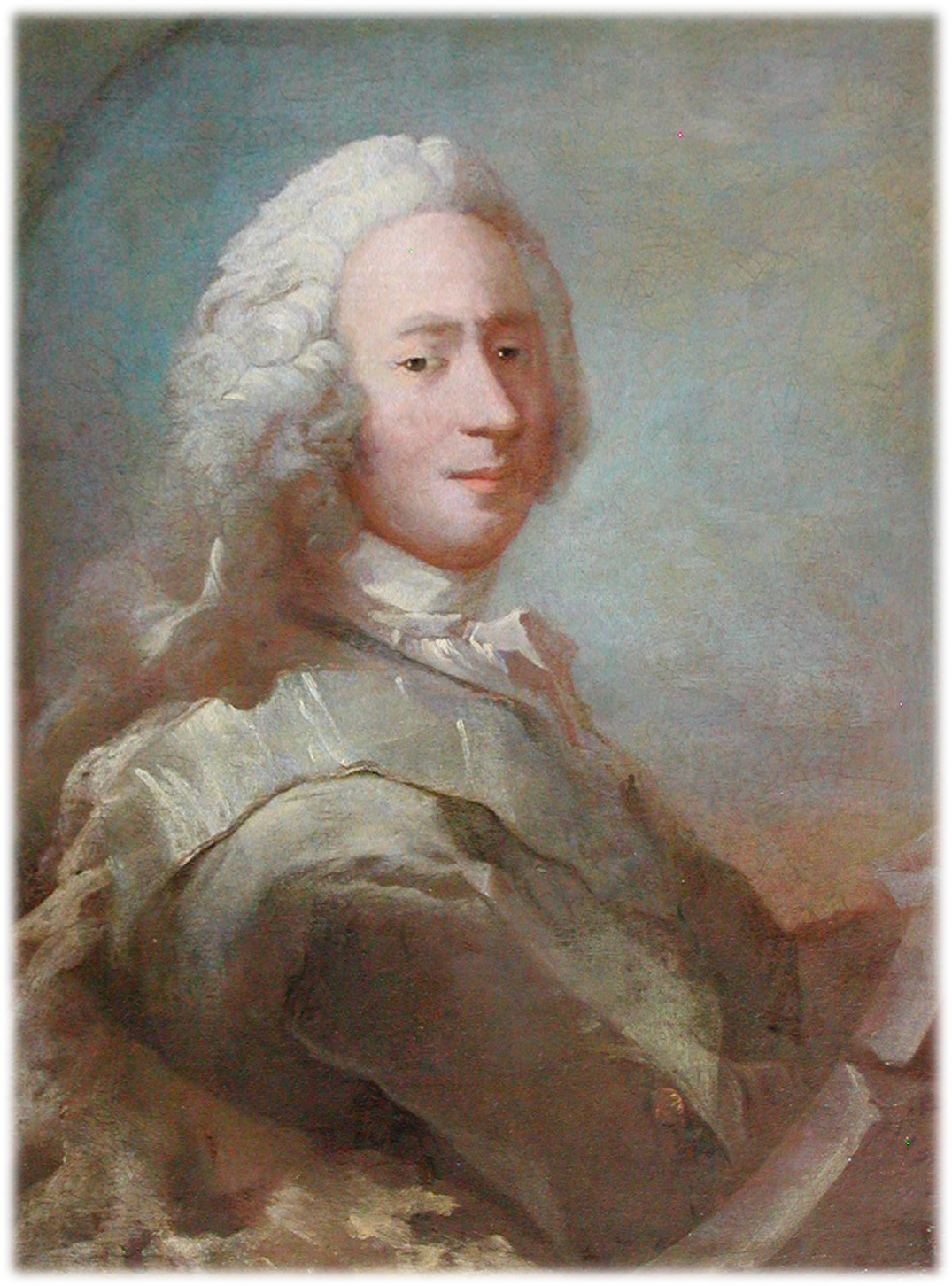
Adam Gottlob Moltke, favori du roi et de facto régent de Danemark-Norvège sous le règne de Frédéric V. Portrait par Carl Gustaf Pilo.

Le règne pacifique de Frédéric V débuta sous d'heureux auspices. Le roi se montra ouvert aux innovations, tant économiques que sociales et artistiques. Pourtant, alors que Frédéric V monte sur le trône, son style de vie libertin s'est développé de telle manière qu'il est à peine capable de diriger un gouvernement seul. Heureusement, le roi eut la sagesse de s'entourer de ministres compétents, souvent d'origine allemande, inspirés par la philosophie des Lumières (Aufklärung). Immédiatement après l'accession au trône, il nomme son favori, le comte Adam Gottlob Moltke au poste de grand maréchal de la cour — un poste qui n'était auparavant qu'un simple poste de la cour, mais maintenant devient une position exceptionnelle qui donne à Moltke l'occasion d'être autour du roi du matin au soir, le roi lui parlant en tant qu'ami confidentiel de tout ce qu'il avait en tête, ce qui permet à Moltke de faire sentir son influence dans tous les domaines souhaités.
Heinrich Schimmelmann et surtout le comte Johann Hartwig Ernst von Bernstorff dirige le cabinet royal de 1751 à 1770, conservant ses fonctions sous Christian VII jusqu'à son éviction par Johann Friedrich Struensee.

#### Politique étrangère

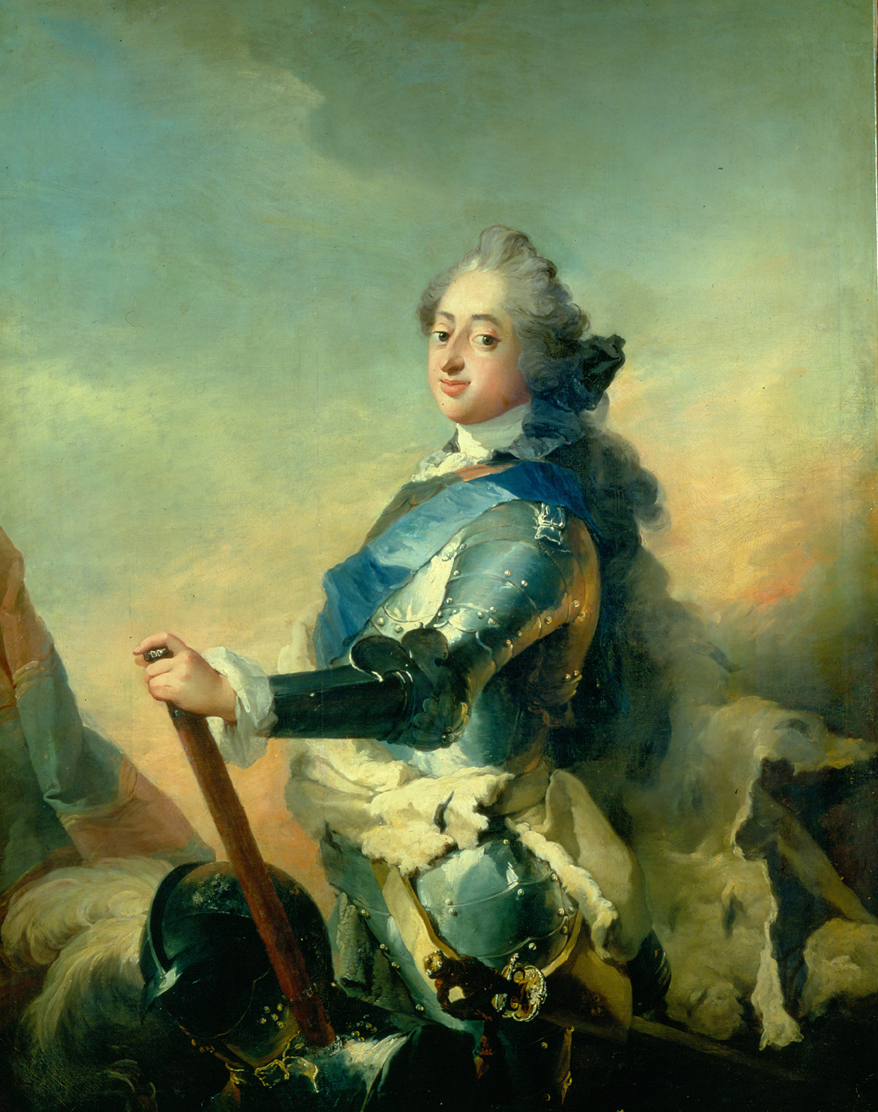
Frédéric V en armure. Portrait par Carl Gustaf Pilo, 1751.

En 1750, un accord mutuel lève la relation tendue qui avait existé entre la famille royale danoise et le roi de Suède, Adolphe-Frédéric de Holstein-Gottorp, depuis que celui-ci fut préféré à Frédéric lors de l'élection d'un successeur au trône de Suède; et afin de consolider l'amitié, un mariage est convenu en 1751 entre le fils d'Adolphe-Frédéric, futur roi Gustave III, et la fille de Frédéric V, la princesse Sophie-Madeleine, qui se réalise en 1766. En plus, en 1755, une alliance de neutralité est conclue entre les royaumes nordiques.
Bernstorff évita l'implication du Danemark-Norvège dans la guerre de Sept Ans (1756 – 1763), malgré la proximité de pays en guerre tels que la Russie ou la Suède. Bien que le Danemark-Norvège soit neutre, au cours des cinq dernières années de la guerre, une grande armée doit être maintenue en alerte à la frontière sud dans le Schleswig-Holstein. Cela conduit à une augmentation dangereuse de la dette nationale danoise et, afin d'accélérer le remboursement, le gouvernement émet une taxe supplémentaire, ce qui crée une forte opposition et rébellion en Norvège.

#### Politique intérieure

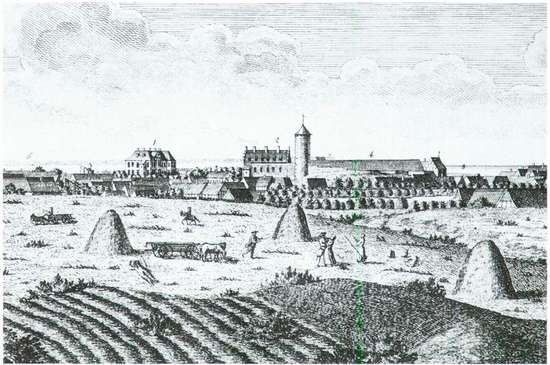
Vue de la ville de Vordingborg et de la campagne danoise, par Johan Jacob Bruun, 1755.

La base du bien-être du royaume était encore l'agriculture. Le père du roi avait réussi à diriger l'agriculture et d'autres parties de la vie commerciale du Danemark-Norvège à travers une grave crise économique. Lorsque Frédéric devient roi, le moment est venu d'essayer de faire avancer le développement. Moltke recommande au roi de créer une commission agricole. En 1755, le gouvernement annonce publiquement qu'on souhaite obtenir des propositions sur la manière dont l'agriculture et les affaires pourraient être promues : ici doit participer « quiconque veut : haut ou bas, noble ou ignoble, clérical ou mondain, savant ou non étudié, est le bienvenu ; ici aucune considération n'est accordée aux personnes ou aux biens, et non aux avantages de la fortune ». L'appel est suivi et le résultat est huit gros volumes de traités, publiés sous le nom de Magazine économique du Danemark et de la Norvège de 1757 à 1764. Cependant, les souhaits de réformes agraires ne sont pas mis en œuvre et les paysans ne ressentent pas grand-chose aux progrès économiques de la période.
Le règne de Frédéric V est marqué par la prospérité du commerce et de l'industrie naissante. Bernstorff attire dans le pays des artistes étrangers, favorise le commerce, et fonde la marine marchande. L'usine de poudre et la fonderie de canons de Frederiksværk, construites par Johan Frederik Classen, sont la première grande entreprise industrielle danoise. À la même occasion en 1756, la ville reçut son nom du roi par résolution royale ; Frederiks·værk – ou en danois de l'époque : Friderichsværck (en français : l'usine de Frédéric).

#### Arts et sciences

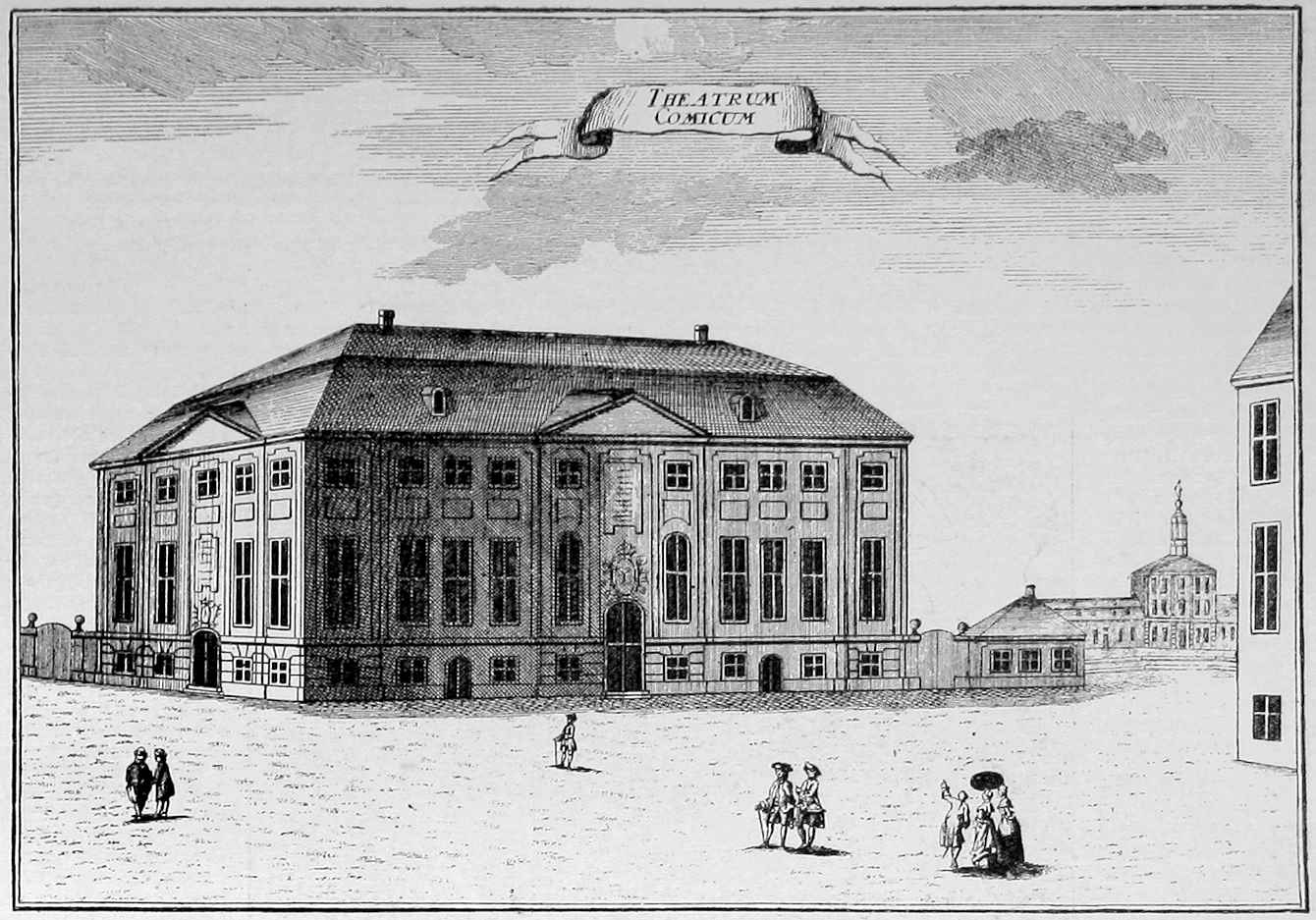
Theatrum comicum. Le nouveau bâtiment du théâtre sur Kongens Nytorv abritant le Théâtre royal danois fondé en 1748.

L'art et la science ont bénéficié de bonnes conditions sous le règne de Frederic V. Bien que le roi ne s'intéresse pas personnellement aux affaires culturelles, les divertissements publics, les spectacles vivants et la liberté d'expression qui avaient été interdits sous le règne de son père sont à nouveau autorisés. Ce changement est soutenu par sa première femme, la reine Louise, qui apprécie notamment la musique, la danse et le théâtre. En 1747, elle fait inviter la troupe d'opéra italienne de l'impresario Pietro Mingotti à Copenhague, où ils interprètent l'opéra et le ballet pour la cour dans un théâtre provisoire aménagé au palais de Charlottenborg jusqu'en 1750,. Parmi ses membres figurait le compositeur Christoph Willibald Gluck, qui séjourne à Copenhague de 1748 à 1749.  En 1748, la troupe de théâtre française Troupe Dulondel sous la direction de la comédienne Jeanne Dulondel est invitée pour donner des représentations dramatiques à Copenhague, où elle se produit jusqu'en 1753, et se produit également à Oslo pendant le séjour du roi en Norvège en 1749. En 1748, le Théâtre royal danois est fondé, situé dans la nouvelle Komediehus (en français : maison de comédie) construite par l'architecte Nicolai Eigtved sur la place Kongens Nytorv. Ici, le roi obtient expertise de l'extérieur, y compris celle du professeur de danse Pierre Laurent de France, qui plus tard, en 1771, fonde l'école de danse du Ballet royal danois. C'est aussi sous son règne que l'écrivain Ludvig Holberg (1684–1754), le premier grand écrivain de langue danoise, connut l'apogée de sa carrière.

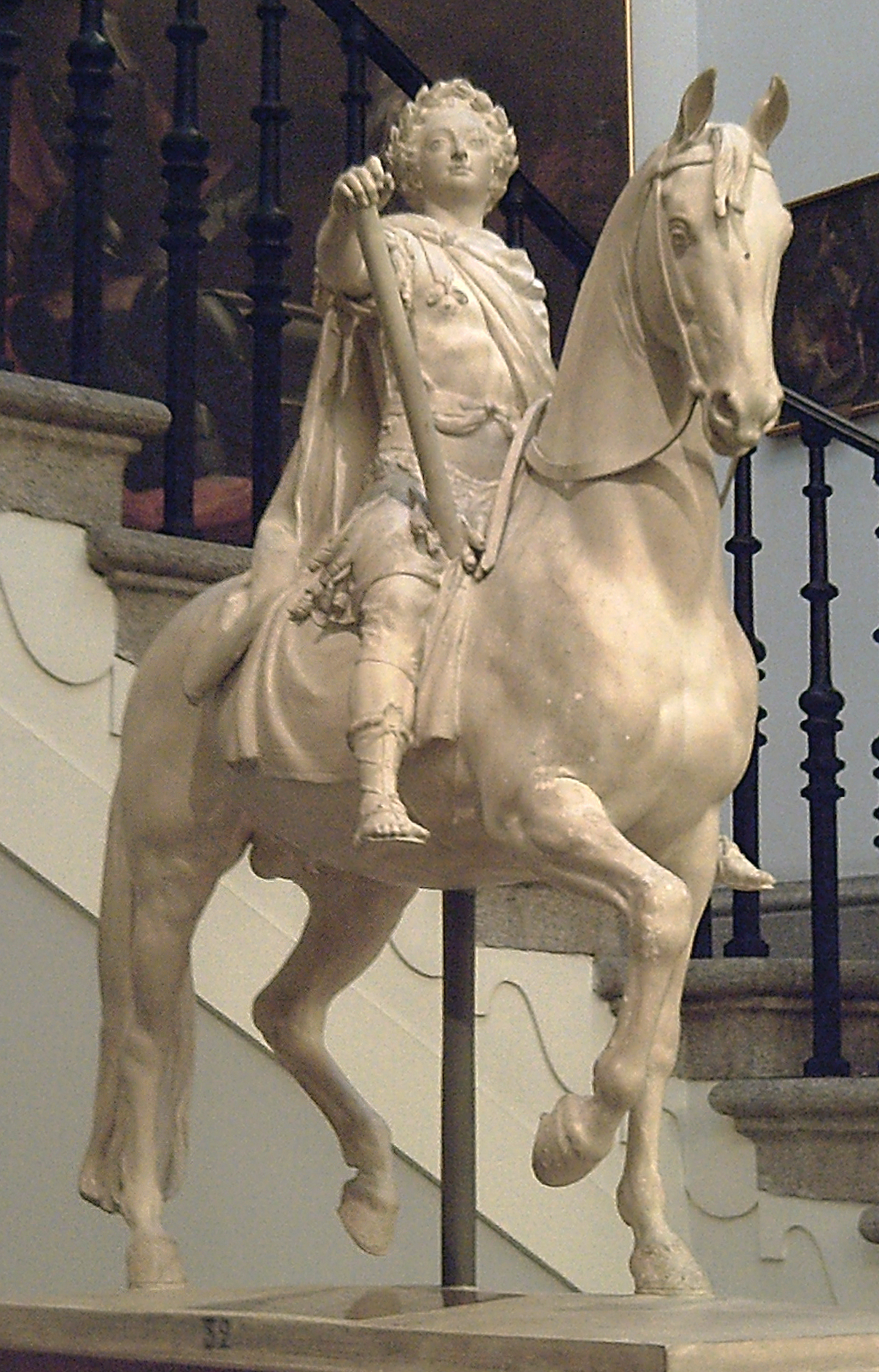
Statue équestre de Frédéric V, par J. Saly (R.A.B.A.S.F., Madrid).

En 1754, l'Académie royale des beaux-arts du Danemark est fondée à Copenhague, inaugurée officiellement le jour du 31e anniversaire du roi le 31 mars 1754. La construction de la nouvelle académie suit la création de deux autres institutions d'enseignement artistique dans le royaume : les académies de peinture (1738) et de dessin (1748). Abritée au palais de Charlottenborg, sa conception est inspirée par celle de l'Académie royale de peinture et de sculpture à Paris, premier bâtiment de son type en Europe, construit en 1648. L'architecte Nicolai Eigtved fut le premier directeur de l'Académie royale. Eigtved est mort en juin de la même année, quelques mois après sa nomination, et l'architecte français Jacques Saly le remplace par la suite. Le roi fit construire le château d'Amalienborg et orner sa capitale de nombreux monuments.

#### Deuxième mariage

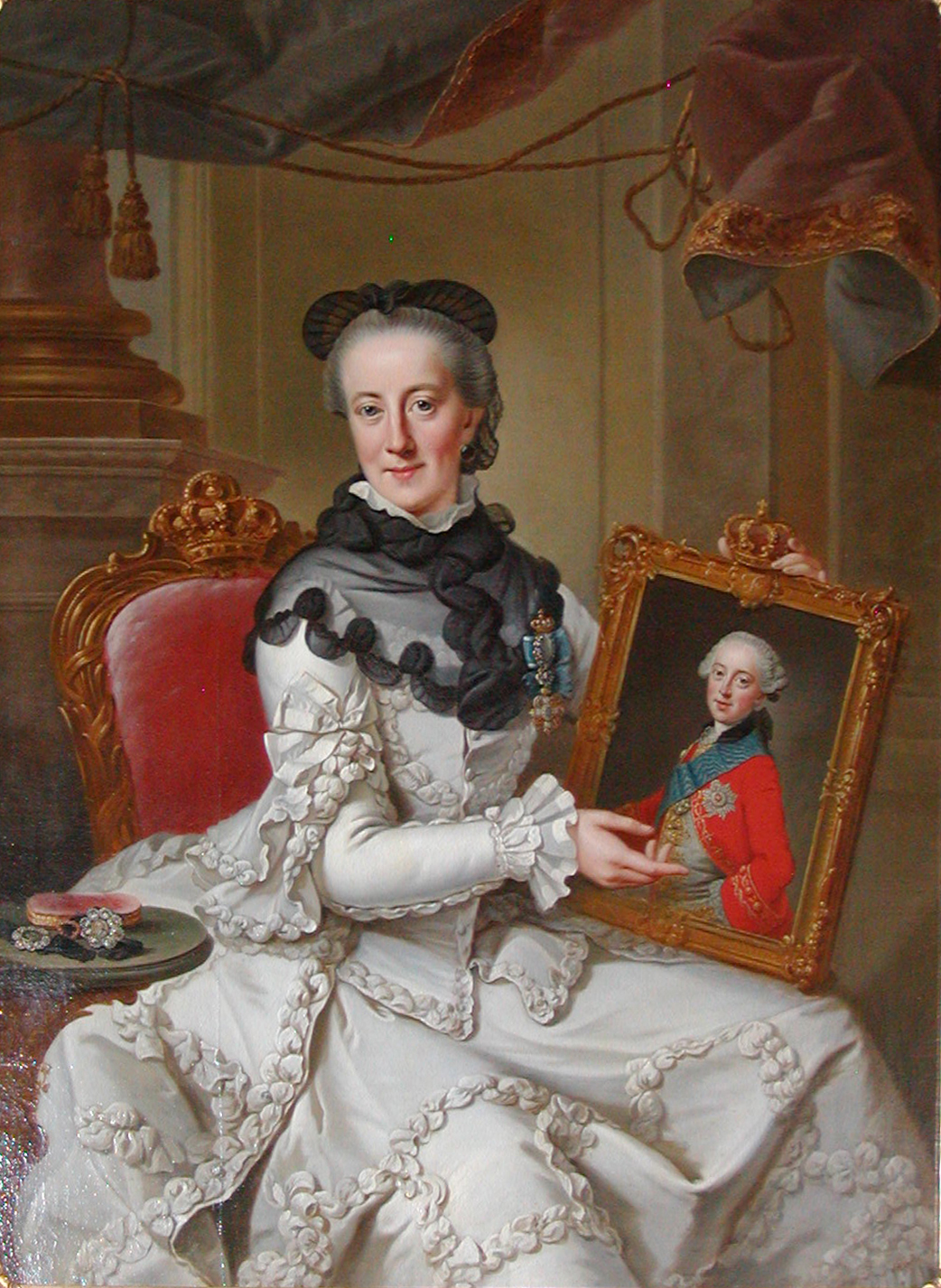
Juliane-Marie comme reine douairière montrant un portrait de son seul enfant, le prince héréditaire Frédéric. Portrait par Johann Georg Ziesenis (1766/67).

En 1751, la reine Louise tombe gravement malade d'une hernie ombilicale pincée au cours de sa sixième grossesse. Elle meurt le 19 décembre 1751, le lendemain de son 27e anniversaire, après 14 ans de mariage. La nouvelle de la mort de la reine populaire est accueillie avec consternation à la cour et un deuil sincère parmi le peuple. Moltke pense qu'il vaut mieux que le roi se remarie dès que possible, dans une tentative de stabiliser son comportement. Le roi refuse initialement de se remarier à moins que ce ne soit avec une princesse anglaise, dont aucune n'est disponible. Pendant un certain temps, le roi pense à épouser la très jeune fille de Moltke, la comtesse Catharine Sophie Wilhelmine, mais Moltke l'empêche en organisant immédiatement un mariage pour sa fille avec le comte Hannibal Wedell de Wedellsborg.
Moltke attire alors l'attention du roi sur la princesse Juliane-Marie de Brunswick-Wolfenbüttel, fille du duc Ferdinand-Albert II de Brunswick-Wolfenbüttel et belle-sœur du roi Frédéric le Grand de Prusse. Son portrait lui est procuré et, recevant l'approbation du roi, le comte Friedrich Ludwig von Dehn, membre du conseil privé, est envoyé à Brunswick pour obtenir de plus amples informations sur elle. Puisqu'ils sont positifs, le mariage est vite arrangé, et en 1752, six mois seulement après la mort de la reine Louise, le roi Frédéric se marie donc pour la deuxième fois. Les noces ont lieu le 8 juillet 1752 à la chapelle du château de Frederiksborg avec Juliane-Marie couronnée reine le même jour. De cette union naît un seul enfant, le prince Frédéric, en 1753. Il est, à son tour, père du roi Christian VIII de Danemark et grand-père de Louise de Hesse-Cassel, future reine de Danemark. Juliane Marie est morte en 1796, après avoir été régente pour son fils le prince Frédéric.

### Décès et inhumation

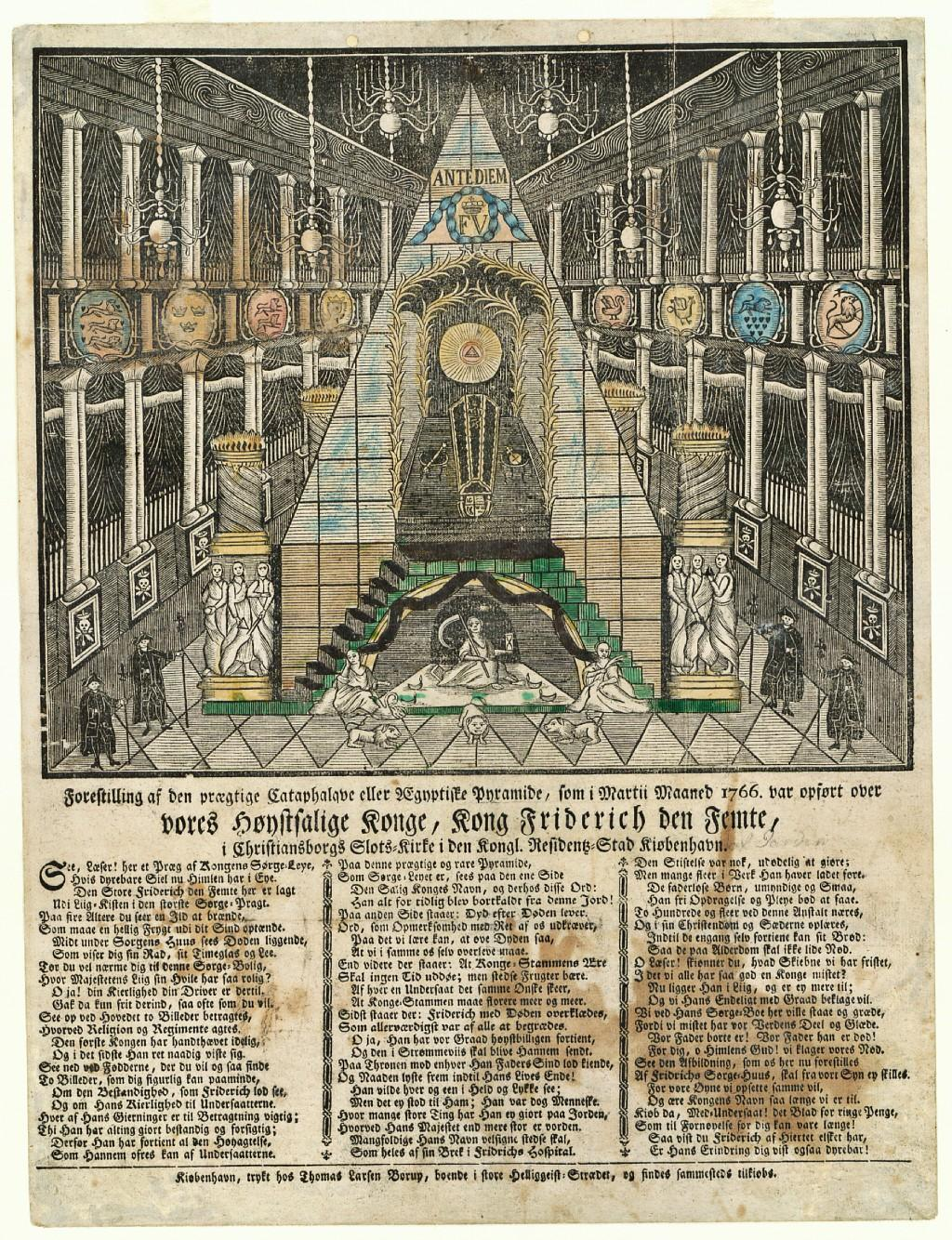
Catafalque du roi Frédéric V dans la chapelle du palais de Christiansborg en mars 1766.

Au fil des années, la consommation excessive d'alcool et le mode de vie indulgent du roi ont des conséquences sur sa santé, d'autant plus que sa constitution générale n'est pas trop robuste. Le roi devient de plus en plus mélancolique et se néglige ainsi que les affaires de l'État. Au cours des dernières années, sa consommation d'alcool augmente encore, et il est rarement sobre. À deux reprises, il se casse la jambe dans son ivresse, suivi de longues convalescences. Le roi Frédéric V mourut à l'âge de 42 ans seulement le 14 janvier 1766 au palais de Christiansborg. Ses derniers mots auraient été : « C'est une grande consolation pour moi dans ma dernière heure que je n'ai jamais offensé quiconque volontairement et qu'il n'y a pas une goutte de sang sur mes mains ».

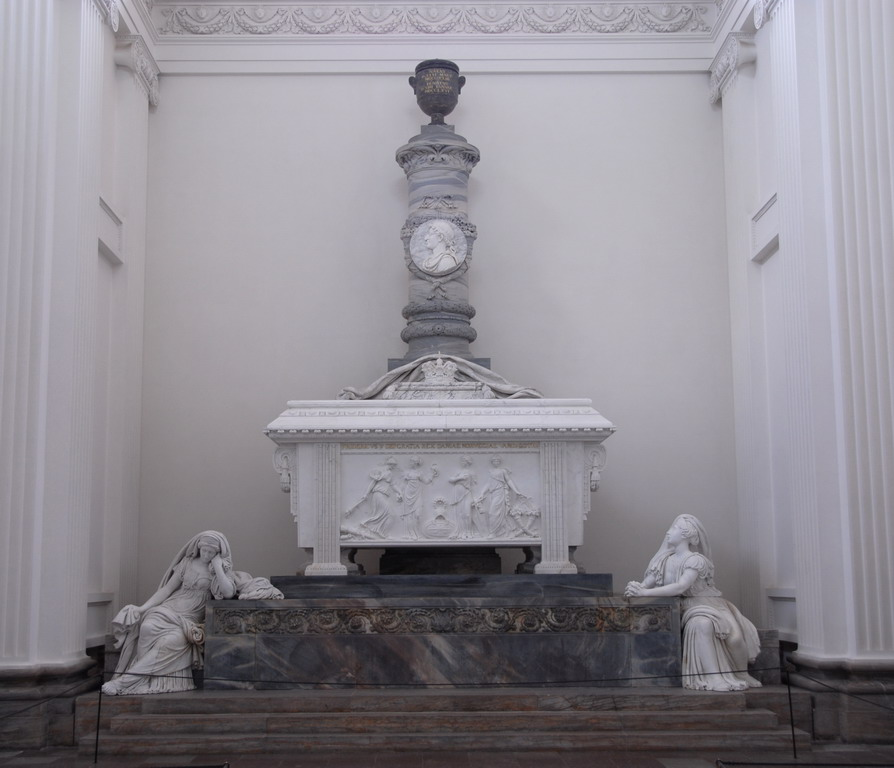
Tombeau de Frédéric V dans la cathédrale de Roskilde, œuvre du sculpteur Johannes Wiedevelt.

Après son castrum doloris dans la chapelle du palais de Christiansborg, le roi défunt est inhumé en la cathédrale de Roskilde, la nécropole traditionnelle des rois de Danemark, sur l'île de Seeland non loin de Copenhague.

## Généalogie
Frédéric V appartient à la première branche de la maison d'Oldenbourg. Cette lignée donna des rois à la Norvège, à la Suède et au Danemark ; elle s'éteignit en 1863 au décès de Frédéric VII de Danemark.